# Leïla Chaibi
Leïla Chaibi (Digione, 5 ottobre 1982) è una politica francese.
Dalle elezioni europee del 2019 è europarlamentare iscritta al Gruppo Confederale della Sinistra Unitaria Europea/Sinistra Verde Nordica.

## Biografia
Leïla Chaibi è nata a Digione il 5 ottobre 1982. Sua madre, della Vandea, è un'ex professoressa di economia sanitaria ed economia sociale, mentre suo padre, un ex ingegnere proveniente da un villaggio della Tunisia centrale. Dopo aver completato la scuola, ha studiato scienze politiche presso l'Istituto di studi politici di Tolosa, laureandosi nel 2005.

### Gli esordi
Durante i suoi studi, Chaibi ha lavorato come membro di SUD Étudiant, l'associazione studentesca dell'Unione Sindacale Solidale. Tuttavia, Chaibi è rimasta molto lontana dalle organizzazioni politiche tradizionali: nel 2009 entra a far parte del neonato Nuovo Partito Anticapitalista. Delusa dall'isolazionismo dell'NPA, che rifiuta di allearsi con altre organizzazioni e partiti di sinistra, l'ha lasciato nel febbraio 2011 per unirsi al Partito di Sinistra, di cui diventa la "segretaria nazionale per l'eliminazione della povertà".

### Impegno con il Fronte di Sinistra e La France Insoumise
Nel 2012, Chaibi ha lavorato come membro del Consiglio nazionale della campagna del Fronte di Sinistra per le elezioni presidenziali del 2012 ed è stata responsabile di "Usine", la sede della campagna per il candidato presidenziale Jean-Luc Mélenchon. Come parte della campagna presidenziale, conduce anche azioni sul campo come la "decontaminazione" di un ufficio del lavoro.
Alle elezioni legislative del 2012, Leïla Chaibi si è candidata per la prima volta nella decima circoscrizione di Parigi, ma ha perso significativamente al primo scrutinio con l'11,62 % dei voti contro Denis Baupin (EELV/PS con il 42,89%) e Chenva Tieu (UMP con il 23,13%). Per le elezioni locali del 2014 è capolista del Front de gauche À Paris, place au peuple!, sostenuta da Danielle Simonnet e Jean-Luc Mélenchon, nel 14º arrondissement di Parigi.
Nelle elezioni legislative del 2017, Chaibi si è candidata di nuovo nella decima circoscrizione per La France Insoumise. Con il 14,62% dei voti, è passata al secondo turno, ma non è riuscita a battere Anne-Christine Lang di La République En Marche al secondo turno con il 39,89%.
In seguito, Chaibi ha lavorato nel municipio di Stains.

### Ingresso al Parlamento europeo
È inserita da La France Insoumise al terzo posto nella lista per le elezioni europee del 2019.: il partito ottiene 6 dei 79 seggi francesi con il 6,31% dei voti e quindi viene eletta all'Europarlamento. È entrata a far parte del Gruppo Confederale della Sinistra Unitaria Europea/Sinistra Verde Nordica. Per il suo gruppo è membro della Commissione per l'occupazione e gli affari sociali e membro supplente della Commissione per i trasporti e il turismo.